# 1748 Mauderli
1748 Mauderli (1966 RA) là một tiểu hành tinh nằm phía ngoài của vành đai chính được phát hiện ngày 7 tháng 9 năm 1966 bởi P. Wild ở Zimmerwald.